# Seigneurie de la Rivière-du-Loup (Mauricie)
Ne doit pas être confondu avec Seigneurie de la Rivière-du-Loup (Bas-Saint-Laurent).
La seigneurie de Rivière-du-Loup était une seigneurie, un mode de division et d'organisation sociale du territoire de la Nouvelle-France lors de sa colonisation sous le régime français entre 1623 et 1763. Elle était située au sud-est de Trois-Rivières dans l'actuelle Mauricie, au Québec.

## Histoire
Fondée en 1665, la seigneurie de Rivière-du-Loup est concédée en 1672 à Charles Dugey Rozoy de Manereuil, officier du régiment de Carignan, par l'intendant Talon. 
La seigneurie sera acquise par Nicolas Perrot en mai 1688, pour 4 000 livres en castor. Celui-ci réside toutefois plutôt de l'autre côté du fleuve, à Bécancour (où il est pourtant simple censitaire), quand il n'est pas à Montréal ou en train de courir les bois. Ne pouvant pas (ou ne voulant pas) compléter le paiement de sa terre, Nicolas Perrot doit rendre celle-ci à son ancien propriétaire en 1698.